# Me'ir Šfeja
Me'ir Šfeja (hebrejsky מֵאִיר שְׁפֵיָה, v oficiálním přepisu do angličtiny Me'ir Shefeya, přepisováno též Me'ir Shfeya) je vzdělávací komplex a obec v Izraeli, v Haifském distriktu, v Oblastní radě Chof ha-Karmel.

## Geografie
Leží na pahorku v nadmořské výšce 96 metrů na pomezí hustě osídlené a zemědělsky intenzivně využívané pobřežní nížiny a jihozápadního úpatí zalesněných svahů pohoří Karmel. Nachází se na pahorku, který je na východě ohraničen hlubokým údolím vádí Nachal Tlimon, které tu ústí do vádí Nachal Dalija a to potom míjí obec z jihu. Na protější straně údolí tu stojí hora Har Zichrona, severně od obce se nachází vrch Giv'ot Tlimon.
Obec se nachází 5 kilometrů od břehu Středozemního moře, cca 60 kilometrů severoseverovýchodně od centra Tel Avivu, cca 25 kilometrů jižně od centra Haify a 3 kilometry severovýchodně od města Zichron Ja'akov. Me'ir Šfeja obývají Židé, přičemž osídlení v tomto regionu je převážně židovské. 2 kilometry východním směrem ovšem leží město Furejdis, které obývají izraelští Arabové.
Me'ir Šfeja je na dopravní síť napojen pomocí dálnice číslo 70, která stoupá z pobřežní nížiny do výšin Karmelu a vrchoviny Ramat Menaše.

## Dějiny
Me'ir Šfeja byl založen v roce 1923. Počátek novověkého židovského osídlení tu ale sahá už do roku 1891, kdy zde vznikla malá zemědělská kolonie Šfeja typu mošava, zřízená jako satelitní sídlo v blízkosti již zavedené osady Zichron Ja'akov. Potřebné pozemky pro její založení vykoupil baron Edmond James de Rothschild. V roce 1904 v osadě vznikl ústav pro výchovu židovských sirotků, kteří přežili pogrom v Kišiněvě. Roku 1917 se právě sem dočasně uchýlila z Tel Avivu i hebrejská střední škola gymnázium Herzlija, kterou z Tel Avivu vypudily turecké úřady.
Roku 1923 v prostoru osady Šfeja a s využitím její původní zástavby vznikl areál dětské vesnice Me'ir Šfeja neboli Kfar ha-Jeladim Me'ir Šfeja (כפר הילדים מאיר שפיה) sponzorované ženskou sionistickou organizací Hadasa. Podle dohody podepsané roku 1957 se o provoz této dětské vesnice stará Hadasa a izraelský stát. V době před vznikem státu Izrael sloužila osada jako jedno z center aktivit židovských vojenských oddílů Hagana.
Koncem 40. let 20. století měla vesnice 559 obyvatel a rozlohu katastrálního území 1540 dunamů (1,54 kilometru čtverečního).
V areálu funguje internátní škola a farma. Dále se tu nacházejí sportovní areály a společenské prostory. Rozvíjí se nové studijní a výukové programy. Studuje tu přibližně 500 žáků.

## Demografie
Podle údajů z roku 2014 tvořili naprostou většinu obyvatel v Me'ir Šfeja Židé – cca 200 osob (včetně statistické kategorie "ostatní", která zahrnuje nearabské obyvatele židovského původu ale bez formální příslušnosti k židovskému náboženství, cca 300 osob).
Jde o menší sídlo vesnického typu s dlouhodobě kolísající populací. K 31. prosinci 2014 zde žilo 305 lidí. Během roku 2014 populace stoupla o 1,0 %.
| Rok            | 1948 | 1961 | 1972 | 1983 | 1995 | 2001 | 2003 | 2004 | 2005 | 2006 | 2007 | 2008 | 2009 | 2010 | 2011 | 2012 | 2013 | 2014 |
| -------------- | ---- | ---- | ---- | ---- | ---- | ---- | ---- | ---- | ---- | ---- | ---- | ---- | ---- | ---- | ---- | ---- | ---- | ---- |
| Počet obyvatel | 429  | 360  | 362  | 406  | 391  | 414  | 412  | 417  | 415  | 408  | 411  | 407  | 273  | 262  | 264  | 303  | 302  | 305  |